# Мараса
Мараса́ (тат. Мораса) — река в России, протекает по территории Алексеевского и Нурлатского районов Татарстана.

## Общая характеристика
Мараса — левый приток реки Малого Черемшана, относящийся к бассейну Куйбышевского водохранилища.
Река берёт начало на высоте 160 м над уровнем моря в 8 км к юго-востоку от села Кичкальня в Нурлатском районе. Её течение направлено преимущественно на север, ближе к устью поворачивает на северо-запад.
Впадает в Малый Черемшан на высоте 83 м над уровнем моря в 2 км к северо-востоку от села Мараса в Алексеевском районе.

## Основные характеристики
- Длина: 40 км.[8].
- Площадь водосборного бассейна: 385 км².[8].
- Среднегодовой расход воды у устья: 0,07 м³/с.[5].
- Лесистость бассейна: 45 %[9].

Река питается преимущественно за счёт таяния снега, с долей подземных вод 1-3 литра в секунду на квадратный километр. Гидрологический режим характеризуется весенним половодьем, начинающимся в конце марта, и низким уровнем воды в остальное время года. Годовой сток в бассейне реки составляет 85 мм, из которых 80 мм приходится на половодье. Лёд покрывает реку с середины ноября.

### Притоки и водные ресурсы
У Марасы 12 притоков, крупнейший из которых — река Гарей. Густота речной сети в бассейне составляет 0,38 км/км². В бассейне реки расположено 6 прудов с общим объёмом воды около 1,8 млн м³, используемых для орошения.

## Качество воды
Вода в реке отличается высокой жёсткостью:
- Весной — 9-12 мг-экв/л.
- Зимой и летом — 20-40 мг-экв/л.

Общая минерализация воды составляет:
- 100-200 мг/л весной.
- 500-700 мг/л зимой и летом.[9].

## Данные водного реестра
По данным государственного водного реестра России, Мараса относится к Нижневолжскому бассейновому округу, водохозяйственный участок реки — Большой Черемшан от истока до устья. Речной бассейн — Волга от верхнего Куйбышевского водохранилища до впадения в Каспийское море.
Код объекта в государственном водном реестре — 11010000412112100005152.

## Галерея

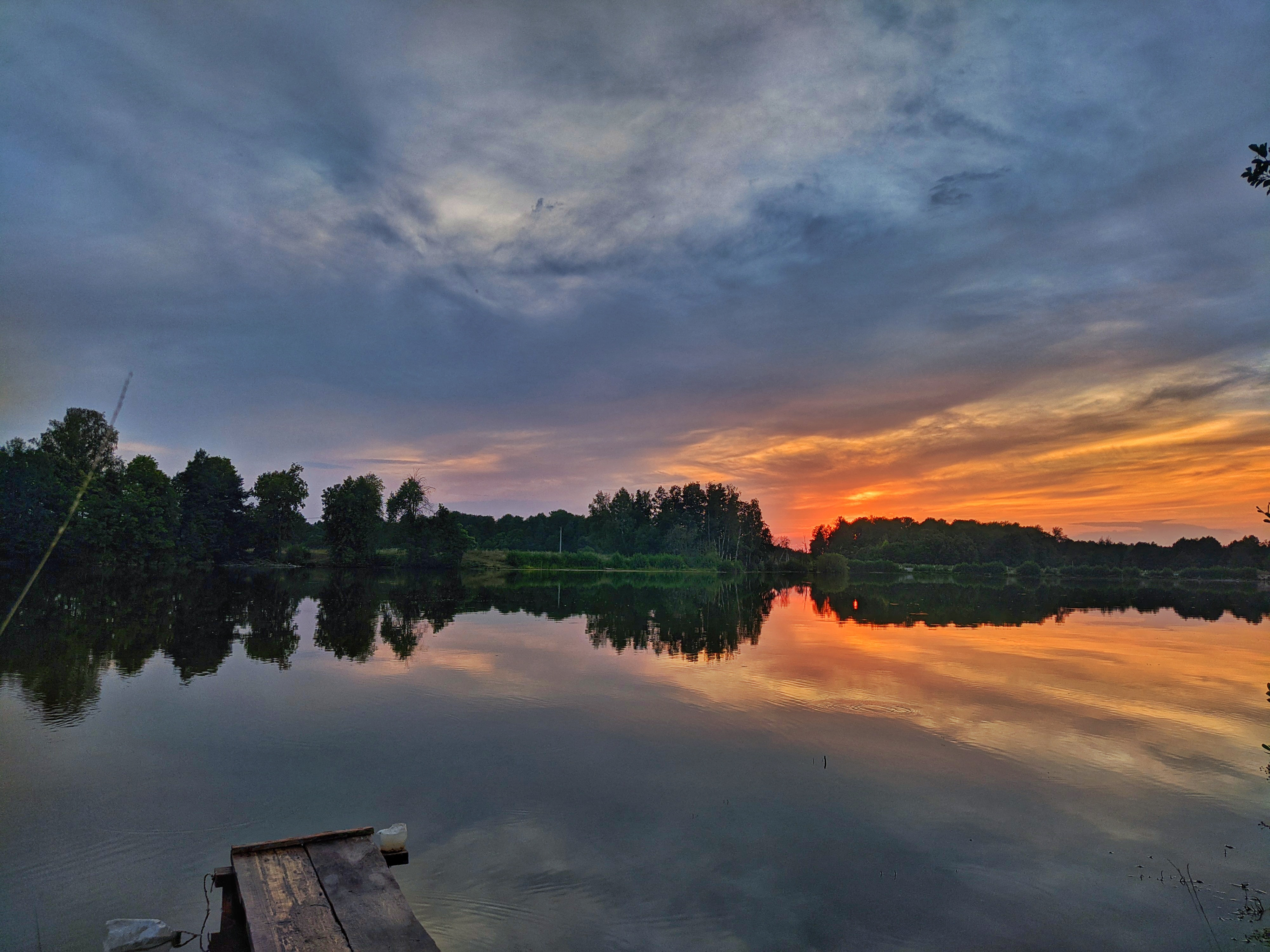
Закат над рекой Мараса